# Gran Torre Costanera
La Gran Torre Costanera (erróneamente conocida como «Costanera Center»), hasta 2022 llamada Gran Torre Santiago, es un rascacielos inaugurado en 2014 ubicado en la ciudad de Santiago, la capital de Chile.
Forma parte del complejo Costanera Center, que comprende un centro comercial, dos hoteles y dos torres de oficinas, y del centro neurálgico de oficinas Office HUB Costanera. Tiene 62 pisos y 300 metros de altura, posicionándose como el rascacielos más alto de Sudamérica y, al momento de su inauguración, como el más alto de Latinoamérica (desde 2020 es el segundo más alto, tras la inauguración de la Torre Obispado en Monterrey, México). Es también, la tercera torre más alta del hemisferio sur, después del Queensland Number One (323 m) y el Australia 108 (318 m), ambos de Australia; y la quinta estructura más alta, considerando a la Torre de Sídney (309 m) y la Sky Tower (328 m) de Nueva Zelanda.
El diseño estructural fue desarrollado por el ingeniero chileno René Lagos y Asociados Ing. Civiles Ltda, convirtiéndose en la primera edificación chilena en poseer ascensores expresos, que recorren 60 metros en 7 segundos. Por otro lado, el diseño arquitectónico del rascacielos estuvo a cargo del arquitecto argentino César Pelli, titular de Pelli Clarke Pelli Architects de Estados Unidos, quedando el diseño del complejo comercial a cargo de Watt International de Canadá y las oficinas de arquitectos Alemparte Barreda y Asociados de Chile.
Es una de las megaestructuras del mundo ubicadas en un sector de alto riesgo sísmico, junto con la torre Titanium La Portada, ubicada a 500 m de distancia, las torres Latinoamericana, Mayor, Ejecutiva Pemex, Torre BBVA, Torre Reforma y Chapultepec Uno de la Ciudad de México, el Taipéi 101 de Taipéi, el U.S. Bank Tower y Wilshire Grand Center de Los Ángeles, el Salesforce Tower de San Francisco y el Tokyo Skytree de Tokio.

## Historia
Siendo proyectada como el símbolo del complejo Costanera Center, su construcción empezó en 2006 junto a todo el conjunto. Se esperaba su término para 2009, para iniciar su funcionamiento en mayo de 2010; sin embargo debido a la crisis económica de 2008-2009, las obras se paralizaron en enero de 2009 dejando a 5000 trabajadores cesantes. El 17 de diciembre del mismo año se reactivaron las obras del proyecto.
De acuerdo a lo informado por La Segunda el 18 de febrero de 2011, al alcanzar los 226 m de altura, la torre superó al Complejo del Parque Central en Caracas, convirtiéndose en el edificio más alto de América del Sur, posteriormente, con la colocación de la última viga, la estructura alcanzó su altura máxima de 300 metros el 14 de febrero de 2012, convirtiéndose así, en el entonces edificio más alto de América Latina. El edificio fue oficialmente inaugurado en 2014 y en 2015, se inauguró el mirador Sky Costanera.
En marzo de 2020, fue superada en altura, por 5 m, por la Torre del Obispado, ubicada en Monterrey, México, con lo que el rascacielos santiaguino, tras 8 años, pasó a ser el segundo más alto de América Latina, y por hoy, continúa siendo el rascacielos más alto de América del Sur.
Desde el año 2022, se reinaugura como Gran Torre Costanera, torre principal del centro neurálgico de oficinas Office HUB Costanera.

## Sky Costanera
En los pisos 61 y 62 de la torre, se ubica el mirador, Sky Costanera, una atracción turística inaugurada el 11 de agosto de 2015.